# アジアの風
ユナイテッド・アジア・エンターテイメントプレゼンツ　アジアの風（アジアのかぜ）は、ニッポン放送で2005年（平成17年）4月10日にスタート、10月2日に終了した番組。毎週アジアの一国について色々紹介していく。前番組はW-inds.のウィンディストリート（金曜日の24:20 - 24:40に移動）。
放送時間は、毎週日曜日21:30～22:00までだが、 プロ野球中継（ニッポン放送ショウアップナイター）が延長された場合、21:45～の15分の短縮放版で放送された。また、ショウアップナイターの放送が21:45近くまで延長された場合は、確実に放送休止となった。

## 出演者
- S-Sence
- 増田みのり（ニッポン放送アナウンサー）

## 放送時間
- 毎週日曜日　21:30～22:00